# Aeroporto de Reykjavík
O Aeroporto de Reykjavík (em islandês: Reykjavíkurflugvöllur) (IATA: RKV, ICAO: BIRK) é um aeroporto localizado na cidade de Reykjavík, capital da Islândia, é o hub principal da Air Iceland e da Eagle Air é o segundo maior aeroporto do país, ficando atrás somente do Aeroporto Internacional de Keflavík.